# Ljunglöfska slottet

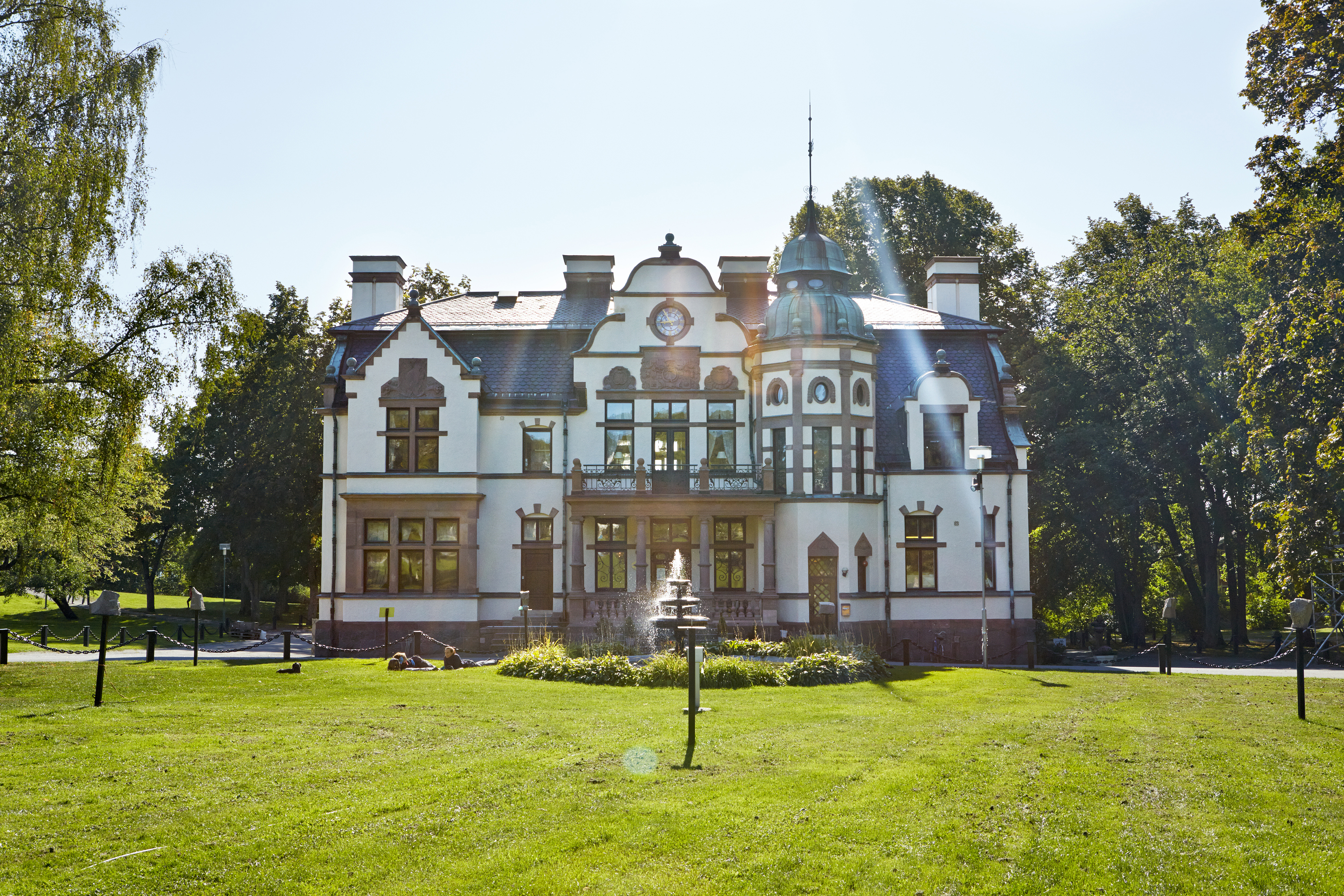
Ljunglöfska slottet, fasad mot norr, 2014.

Ljunglöfska slottet och Ljunglöfska parken är en större villa med tillhörande park i Blackeberg i Bromma i Stockholms kommun. Ljunglöfska slottet ligger på Ljunglöfsvägen 1 intill Mälaren.
År 1861 inköpte grosshandlaren och snusfabrikören, "snus-kungen", Knut Ljunglöf stora områden i Spånga och i Blackeberg. Knut Ljunglöf var en framgångsrik snusfabrikör och han lät riva de äldre husen. Ljunglöfska slottet såldes 1925 till Frimurarorden, som inrättade barnhem och drev detta till 1939. Ett utsiktstorn med utsikt stod utmed Mälarstranden.
2010 års julkalender i Sveriges Television med titeln Hotell Gyllene Knorren spelades in på slottet.

## Historik

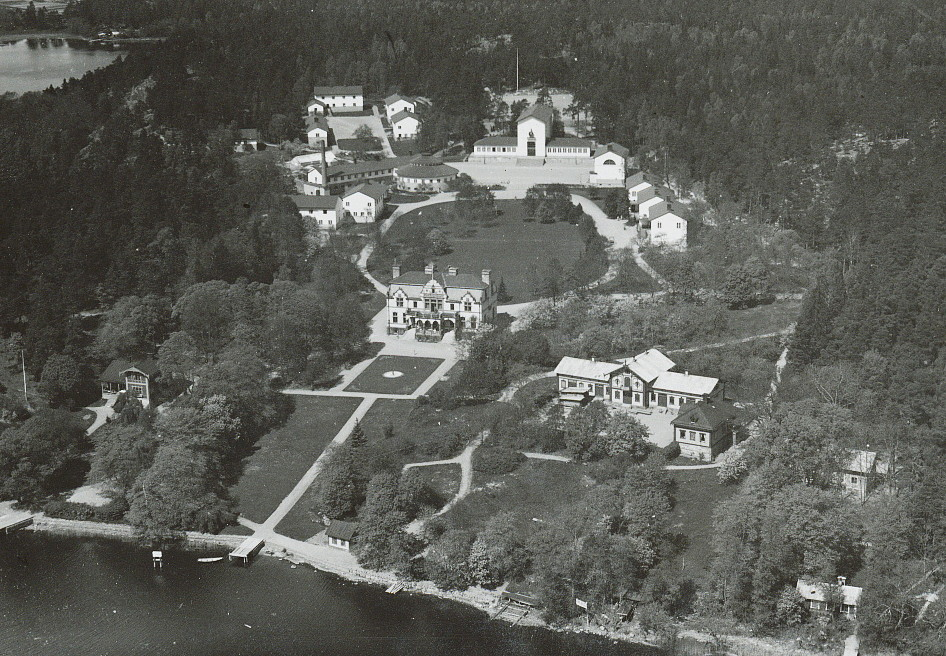
Mitt i bilden syns Ljunglöfska slottet. I bakgrunden Frimurarebarnhuset, 1931.

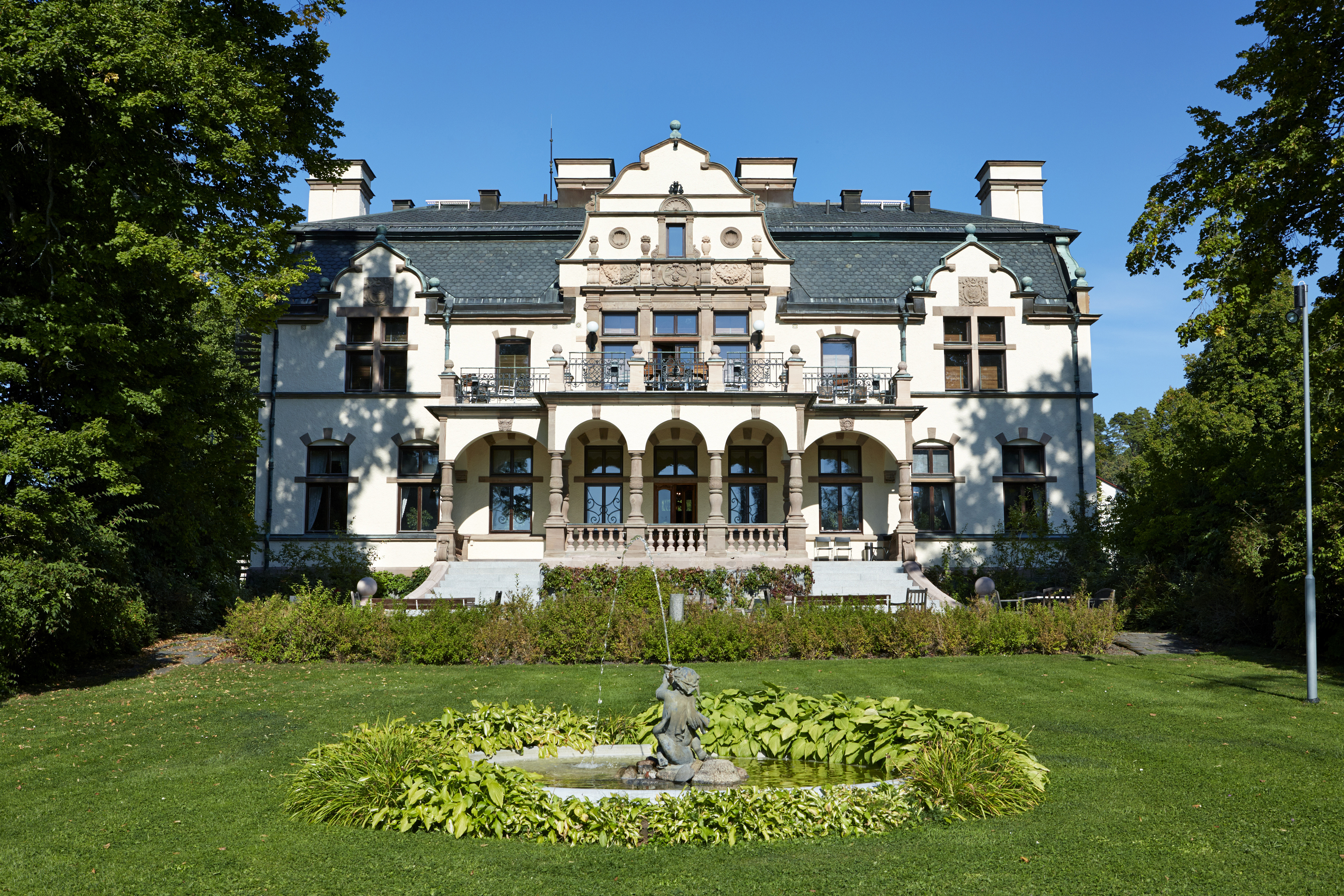
Ljunglöfska slottet, fasad mot syd, 2014.

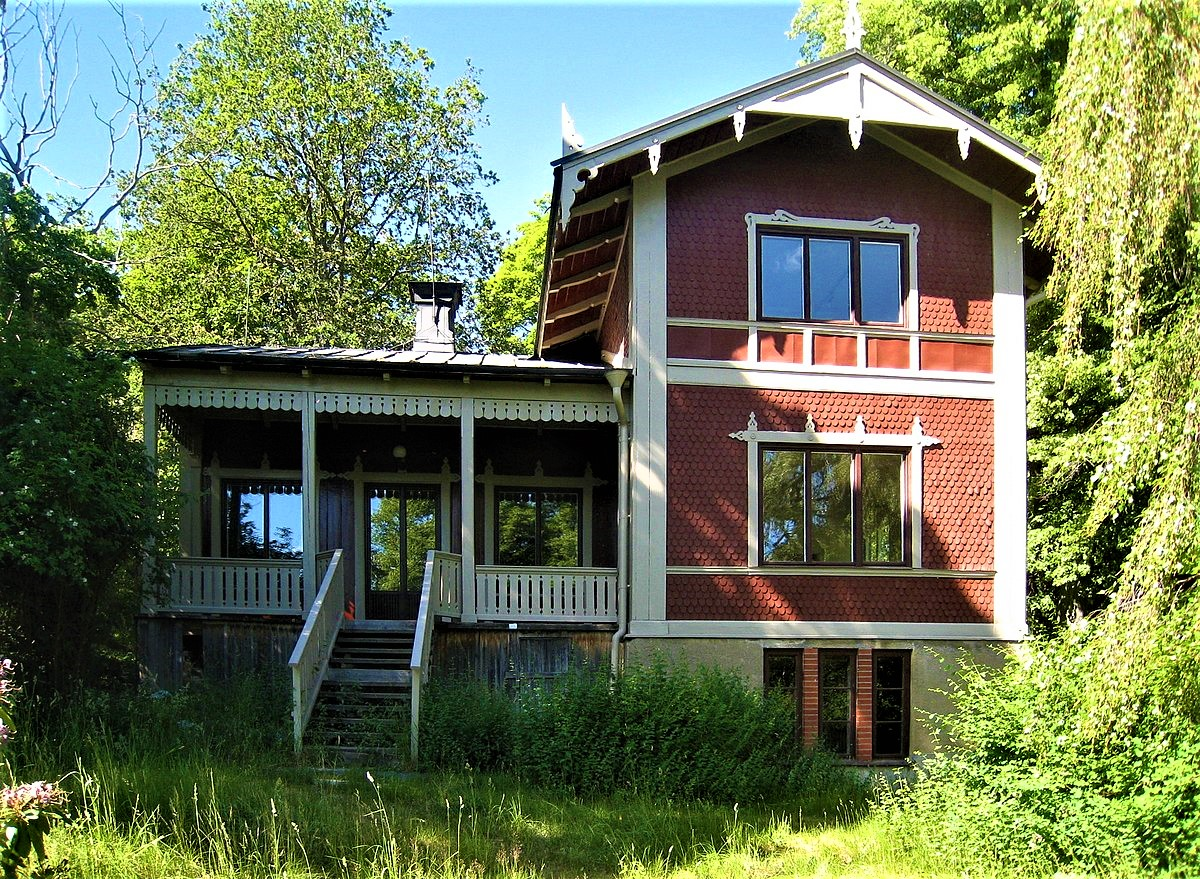
Ljunglöfska sjövillan, 2018 som senare brann ned till grunden en vinternatt i februari 2021.

Blackeberg var ett torp, som en gång lydde under Råcksta. År 1785 avsöndrades Blackebergs torp från Råcksta och användes då som sommarnöje. Den östra delen utmed Mälaren tillhörde Lilla Ängby gård i Bromma och den västra delen tillhörde Råcksta gård i Spånga socken. Själva gården Blackeberg låg i Spånga och var en större sommarvilla. Blackebergs torp lydde under Råcksta gård och hade anor från 1599.
Knut Ljunglöf köpte år 1861 egendomen i Blackeberg och han lät riva torpet Blackeberg och alla de andra byggnaderna. Det finns inga spår kvar av torpet Blackeberg.
Åren 1890–1893 lät han uppföra den stora villan efter ritningar av arkitekt Gustaf Lindgren. I parken nere vid Mälaren låg Sjövillan, som bostaden kom att kallas, den stora villan var Ljunglöfs sommarbostad. Huset kallades snart Ljunglöfska slottet, på grund av det påkostade, palatsliknande yttre. Ljunglöf byggde ett större hus jämte stall och ladugårdar samt Kvarnvikens kvarn och såg. Utsiktstorn och orangerier byggdes också. Från orangeriet fick Knut Ljunglöf blommor både till huset i Blackeberg och till hemmet i Stockholm.
Den enorma villan i fyra våningar är uppförd i en historiserande stilriktning i nybarock/nyrenässans, även kallad 1890-talsrenässans, och byggd med ornament i natursten. Familjens sovrum fanns på andra våningen och på tredje våningen fanns det gästrum och vind. I matsalen kläddes väggarna med gyllenläderstapeter. Det sades att bara tapeterna skulle ha kostat 13.000 kronor på den tiden. I andra rum fanns sidentapeter, venetianska kristallkronor, sidenklädda möbler och äkta mattor. I slottet fanns också målningar av kända konstnärer, såsom av Vicke Andrén och Bruno Liljefors.
I parken fanns förutom "slottet" även stall och ekonomibyggnader (rivna idag), som låg nordöst om slottet och hörde till gården. Utsiktstornet, som senare benämndes punschtornet eller groggtornet, låg sydväst om slottet. I utsiktstornet, som idag är rivet, fanns en salong, som var sju meter i diameter. I utsiktstornets salong fanns ett rutigt marmorgolv samt ett runt bord och sex stolar samt en soffa som gick halvvägs runt väggen. På söndagskvällarna kunde man med kikare följa "den livliga trafiken av ångbåtar, skutor och motorbåtar". Nedanför tornet stod två cisterner med vatten. Vid tornet låg också paddocken, där unghästar fick hårt bröd. Det som återstår idag av tornet är endast en grund med sittplatser för besökande som vill beundra den vackra utsikten över sjön.
Runt villan anlades en vidsträckt park med fontäner och blomsterrabatter, sällsynta träd som lärkträd, silvergran, cypress, blodbok och kinesisk apel. På sommaren sattes det även ut palmer och agaver i krukor. Invigningen av "slottet" firades på snuskungens 60-årsdag med pompa och ståt. Till "Ljunglöfska slottet" bjöds gräddan av Stockholms köpmanshus, även kung Oscar II ingick i Ljunglöfs umgänge.
Nere vid Mälaren lade ångbåtar till vid bryggan. Knut Ljunglöfs lustjakt Thulia förtöjdes här och en liten ångbåt, som hette Anna. Båtarna var döpta efter Ljunglöfs döttrar. Före midsommar varje sommar flyttade Ljunglöf ut till slottet. Utöver Blackeberg ingick i hans egendom även Lilla Ängby gård och Beckomberga gård. Ljunglöf inspekterade regelbundet dessa gårdar. Han var mycket intresserad av lantbruk. Knut Ljunglöf avled 1920 och familjen bodde i slottet fram dess, och fru Ljunglöf bodde kvar ytterligare några år.
Ljunglöfska sjövillan brann ned till grunden 8 februari 2021.

## Frimurarebarnhuset

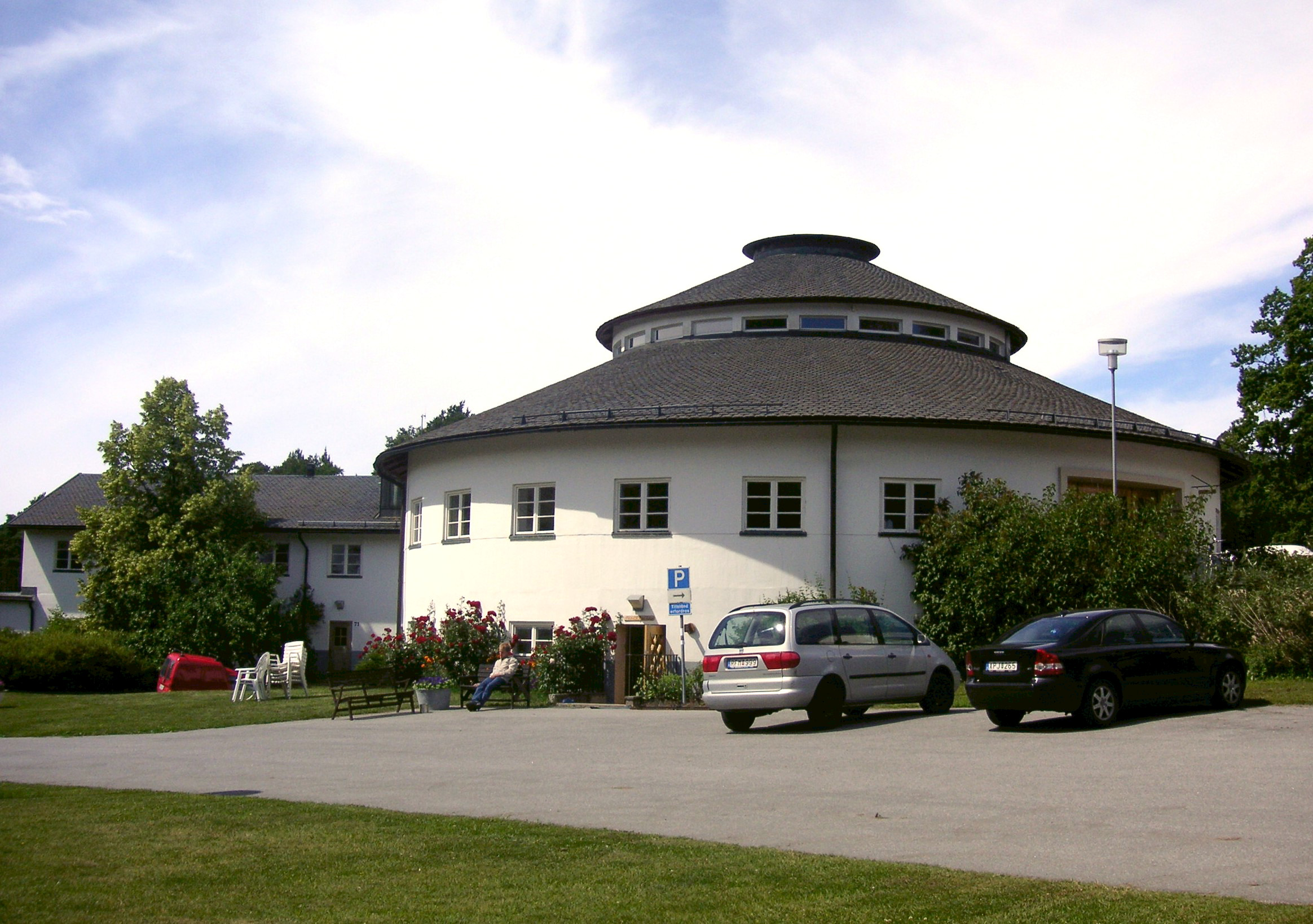
Frimurarebarnhuset i ligger i parken.

Efter Knut Ljunglöfs död 1920 köpte svenska Frimurareorden 1926 marken och lät där åren 1928-1930 uppföra Frimurarebarnhuset, ett barnhem nära parken på landsidan. Barnhuset ritades av arkitekten Hakon Ahlberg i 1920-talsklassicism (Swedish grace). Verksamheten vid barnhuset upphörde 1940, och då såldes området till Stockholms stad, som använde byggnaderna som sjukhus. Slottet är idag ett fest- och konferenscenter och sjövillan nyttjas som café och butik. Café Sjövillan drivs av Västerorts Aktivitetscenter för psykiskt handikappade. Området runt parken är bebyggt med flerfamiljshus.

## Skulpturer i parken
I parken norr om byggnaden finns nio skulpturer av Olof Thorwald Ohlsson (1903–1982) som är anordnade på pelare i ring runt en fontän av porfyrskålar. Samtliga konstverk är resta 1995. De sju skulpturerna runt fontänen är Hunger, Symphony, Bokim, Skapande fantasi, Marie Louise, Morgonrodnad och 20:e århundradets hand. Ytterligare två skulpturer står på sjösidan av Ljunglöfska slottets huvudbyggnad. Dessa är Adam och Eva, som står på östra sidan  som pendang till Adam.